# Edelmannshaus Affalterbach
Das so genannte Edelmannshaus von Affalterbach ist ein ehemaliges, kleines Landadel-Schlösschen in der Gemeinde Affalterbach im baden-württembergischen Landkreis Ludwigsburg. Das Anwesen, im Volksmund Schlössle genannt, ist in Privatbesitz und kann nicht besichtigt werden.

## Lage und Geschichte

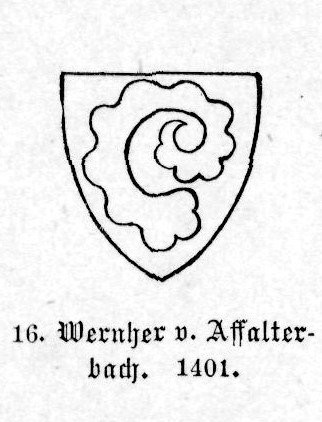
Wappen des Wernher von Affalterbach

Der Standort des ehemaligen Schlössle befindet sich in der Erdmannhäuser Straße 7 und 9 und war einst der Sitz des Adelsgeschlechts derer von Affalterbach. Die ineinander gebauten, verputzten und unscheinbaren zweigeschossigen Fachwerkhäuser entstanden wohl im 18. Jahrhundert unter Verwendung älterer Gebäudeteile. Im Inneren befindet sich noch eine steinerne Wendeltreppe.
Affalterbach war von jeher eng mit Wolfsölden verbunden und teilte im Wesentlichen dessen Schicksal. Ursprünglich gehörten Burg Wolfsölden und der gleichnamige Weiler dem hochadeligen Geschlecht der Hessonen; später fiel die Burg an die Grafen von Löwenstein. In Affalterbach wohnte ein Ortsadelsgeschlecht als Ministeriale der Grafen. Namentlich bekannt sind die Edelmänner Albrecht und Hugo von Affalterbach, die gegen Ende des 13. Jahrhunderts in Urkunden genannt werden. Im Jahre 1322 kaufte Graf Eberhard von Württemberg die Burg Wolfsölden (mit Leuten, Gütern und Zugehör) für 1700 Pfund Heller. Zu dieser Zeit trat auch der Ortsadel in die Dienste der Württemberger. Als letzter Angehöriger der Familie wird 1401 noch Wernher von Affalterbach erwähnt, der dem Grafen Eberhard von Württemberg seine Güter in Urach, Neuffen, Strümpfelbach, Schmiden und Uhlbach verkaufte. Danach verliert sich ihre Spur. 
Das Wappen derer von Affalterbach zeigt ein nach rechts gedrehtes Widderhorn und ähnelte somit dem Wappen derer von Gaisberg.